# 핀다로스

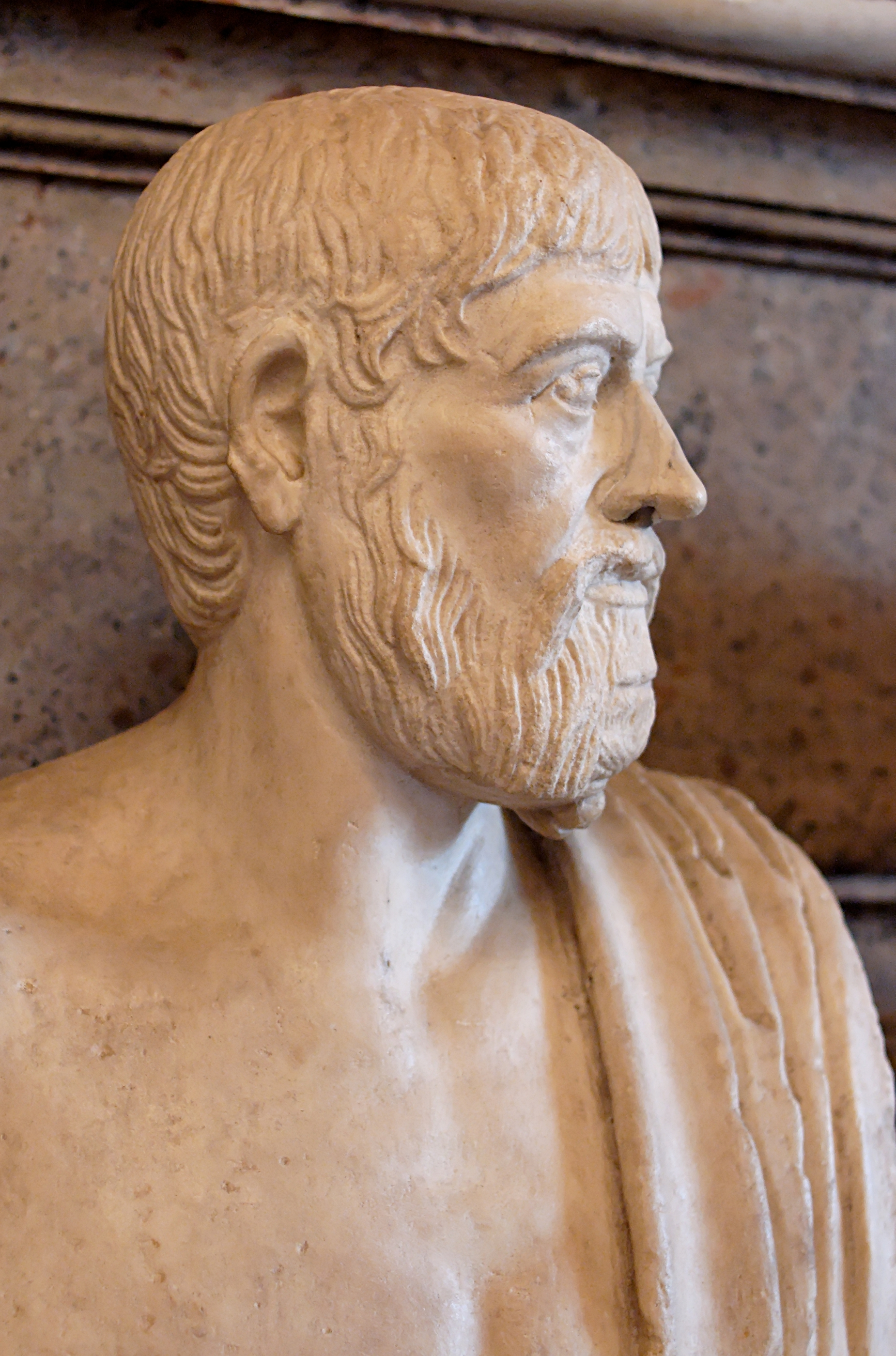
핀다로스의 상

핀다로스(그리스어: Πίνδαρος)는 고대 그리스의 합창시(合唱詩) 작자이다. 그리스의 보이오티아 지방 테바이의 명문 출신이다. 그의 시재는 일찍이 뛰어나 여러 나라의 왕후 귀족에게 초청받거나 궁전에 초빙되어 무용가, 소녀무용가, 주연가, 찬송가 등 수많은 합창시를 만들었다. 그 가운데에서도 축제, 경기의 승리자를 찬양하는 축승가(祝勝歌)는 그의 이름을 한층 더 높여 주었다. 축승가는 그리스의 4대 제전인 올림피아제(祭), 피티아제, 이스트미아제, 네메아제의 승리자에게 바쳐진 것으로 각 제전의 이름을 붙여 모은 시가 현존하고 있다. 그는 축승가를 통해 신을 찬양하고 영웅을 찬양했으며 사람으로서 이상형(理想型)에 도달한 인간을 찬양하였다(올림피아歌Ⅱ). 이 젊은 시인은 테살리아나 아이기나에 초청되어 그 곳의 귀족사회에 완전히 동화하여 젊음이 넘치는 정열을 다해 그것을 이상화하여 노래했는데(네메아歌 Ⅶ), 단순히 귀족사회를 용인하면서 그 위대함과 아름다움을 화려한 어법과 의고적(擬古的) 조형예술을 구사하여 추구한다. 그러나 기원전 480년 이후 밀어닥친 민주주의의 물결은 그의 후원자였던 왕후 귀족들을 점차로 몰락시켜 귀족주의는 멸망하기에 이른다. 고난의 현실과 대결하게 되자 그는 처음으로 과거의 전통이 지녔던 아름다운 이상을 의식하고 확인한다. 귀족적 인간상, 도덕적 자부, 종교적 신앙을 음영(陰影)있는 아름다움과 함께 묘사하고 잃어버린 세계의 고귀한 영혼의 부활을 부르짖는다. 이러한 절규가 풍부한 창조력으로 환원하여 생긴 것이 시칠리아 왕후에게 바친 시이다(올림피아시 I, 파티아시 Ⅱ, XII). 이렇게 해서 기원전 6세기말의 귀족들이 지닌 이상적인 참된 인간상은 그의 시를 통해 불멸의 발자취를 남긴 것이다.